# 長灘會議娛樂中心
長灘會議娛樂中心是一座位於加利福尼亞州長灘的展覽館。場館建於長灘市政禮堂舊址，由長灘會議中心、長灘體育館、長灘表演藝術中心組成。 

## 歷史
第一座長灘市政禮堂於 1905 年完工。第二市政禮堂於1932年完工。它在彩虹碼頭中心的水中延伸了500英尺。1975年拆除。以下列出的是市政禮堂的歷史照片。

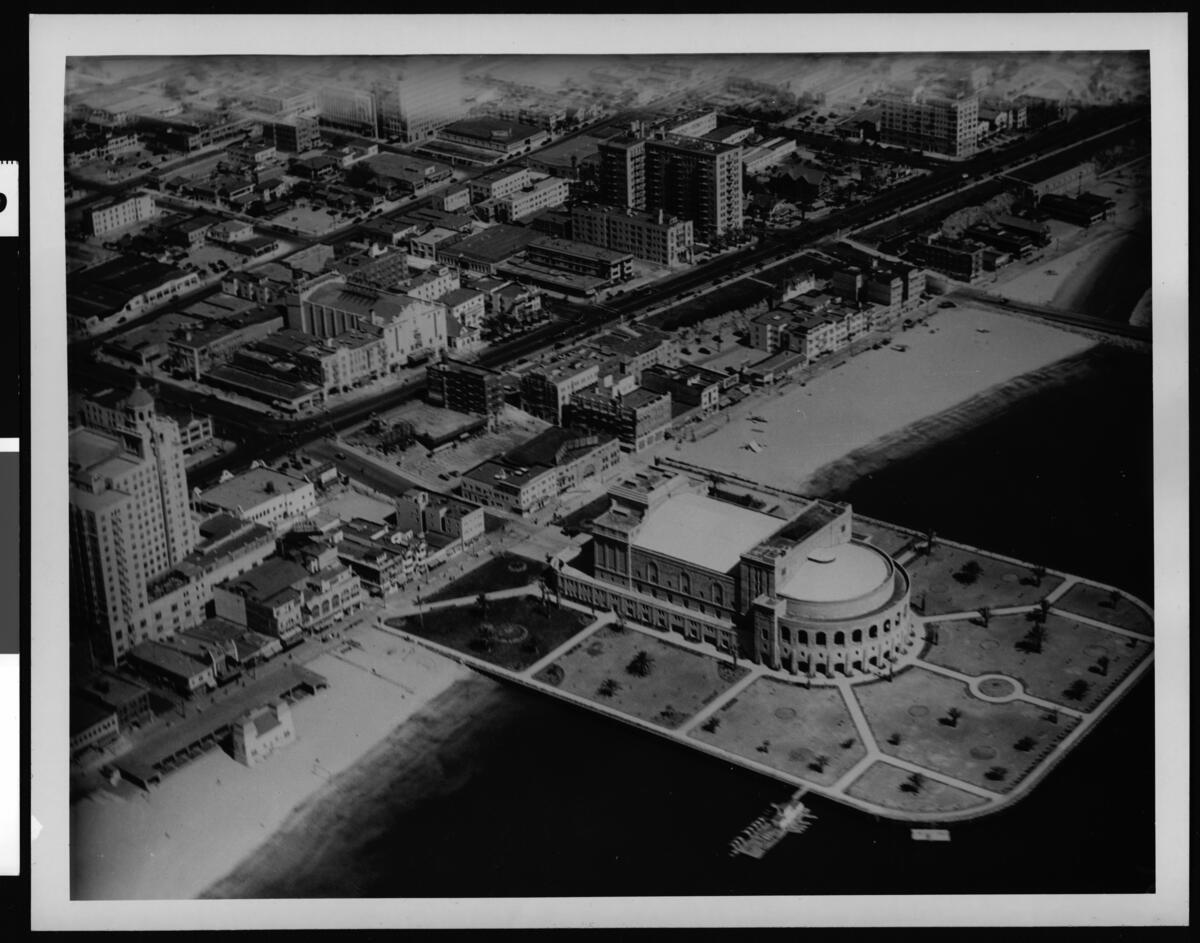
第二市政禮堂鳥瞰圖，c. 1930
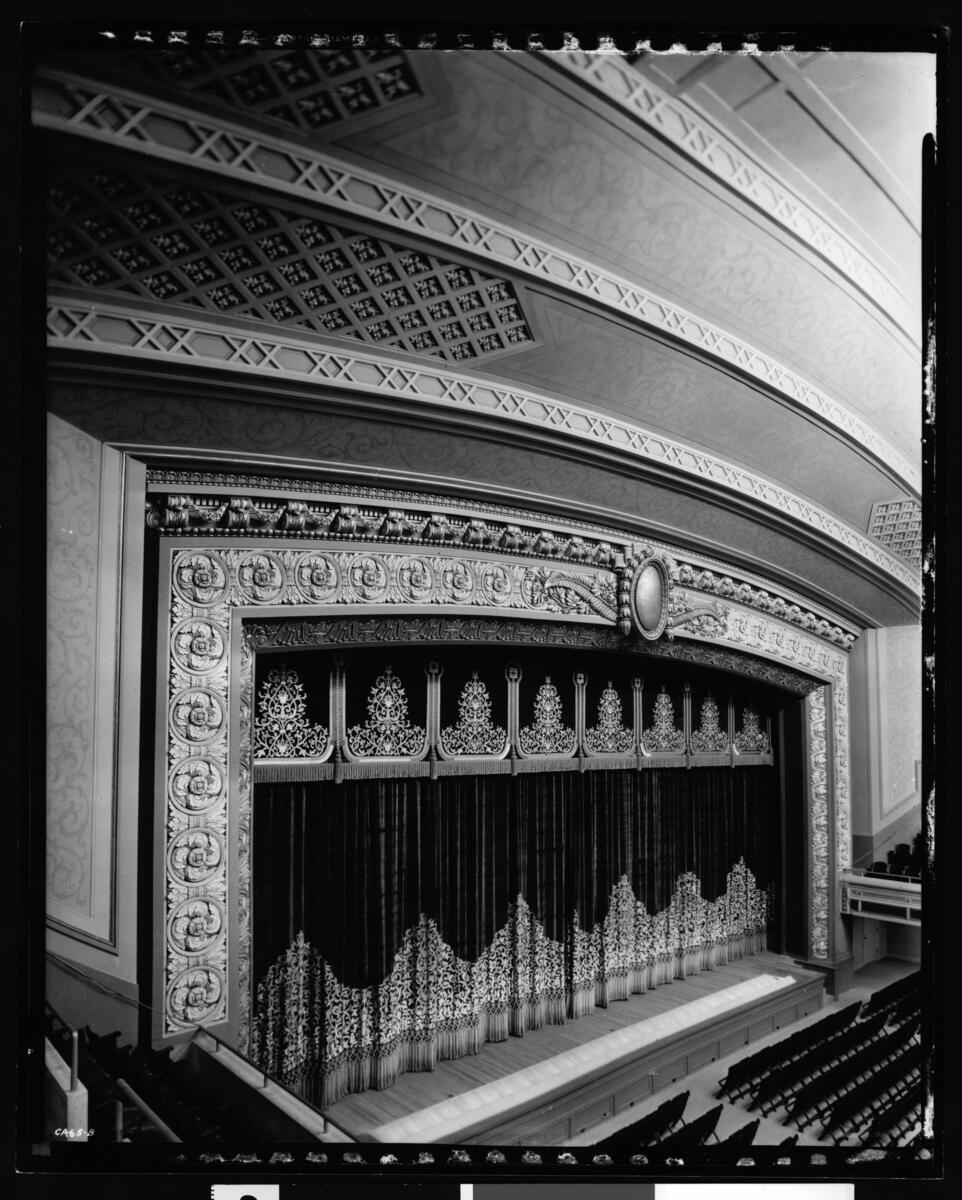
鏡框式舞台，c. 1930
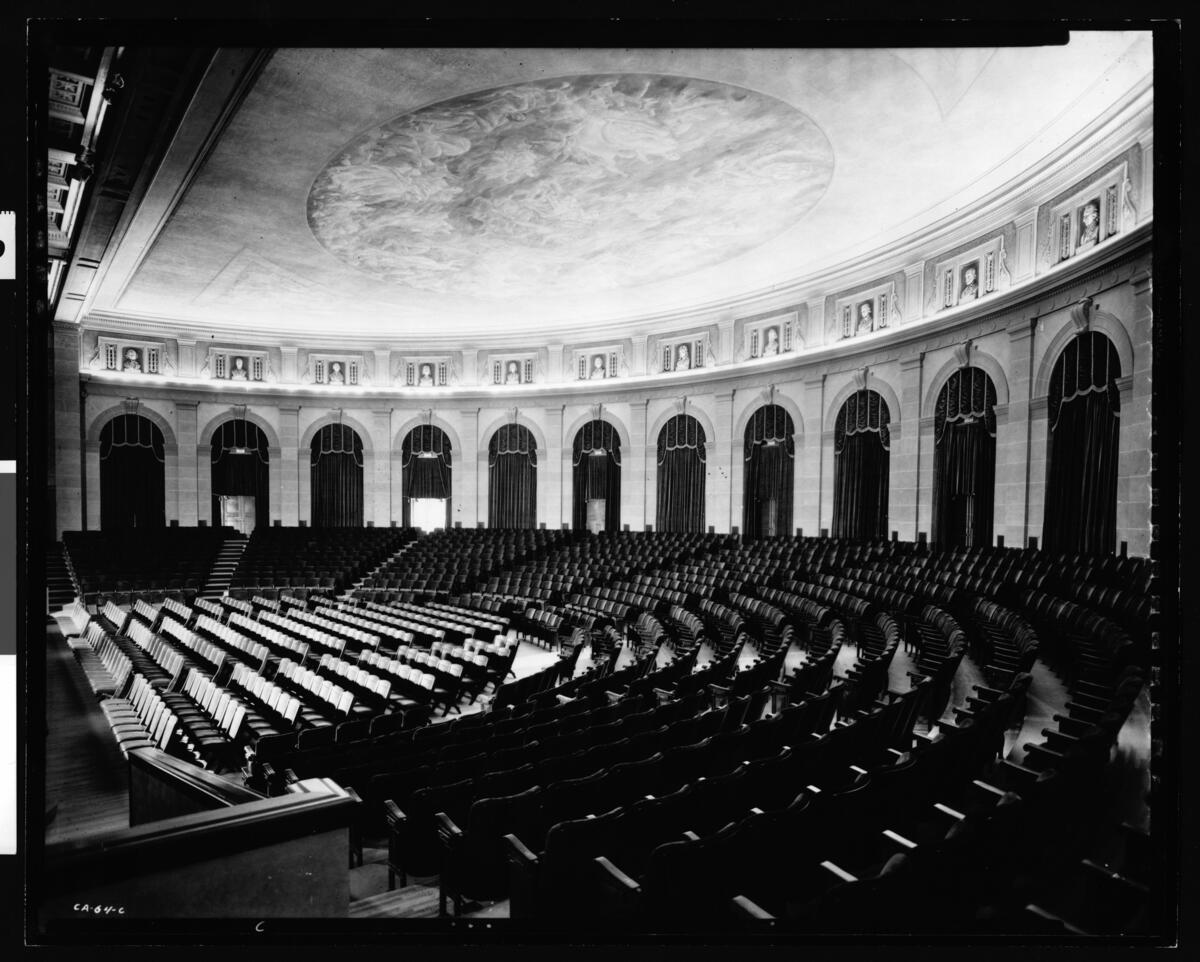
音樂廳內景，c. 1930
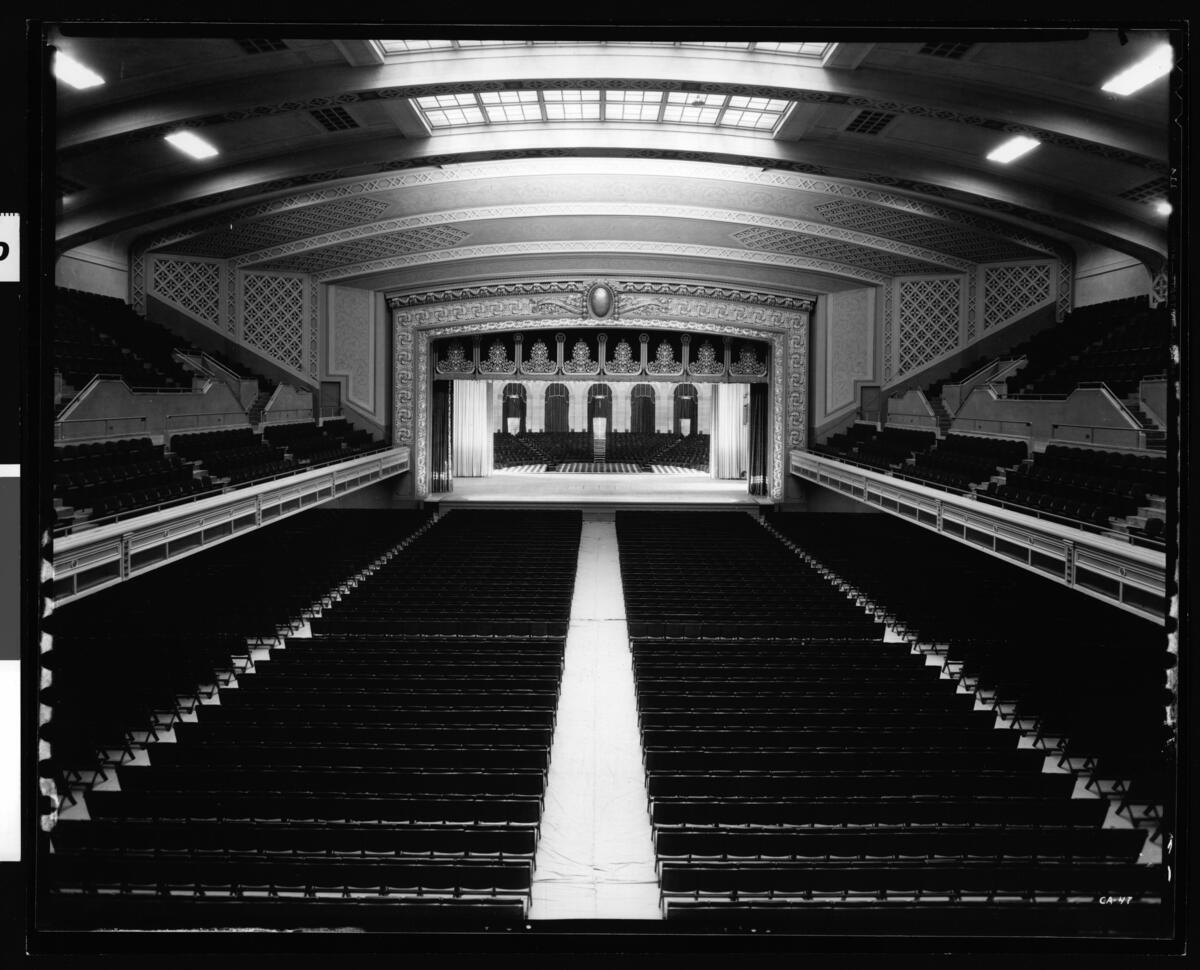
室內景觀可看到遠處的舞台和音樂廳，c. 1930

## 場館
長灘會議中心
- A、B、C展廳-會議室包括101–104、201-204和海濱會議室
- Promenade宴會廳（100系列會議室的一部分）- 13,200平方英尺
- 頂樓停車場－露天停車場結構，位於露台停車場的上層甲板
- 大宴會廳–20,456 平方英尺
- 露台廣場
- 海灣

長灘體育館
- 長灘體育場-於1962年啟用，與原來的長灘市政禮堂相連。禮堂於1975年拆除，為會議中心讓路。
- 太平洋宴會廳-長灘體育館內的活動空間。飛行鋼桁架系統將體育館地板轉變為舉辦招待會和音樂會的私人空間。舉辦音樂會，場館可容納2,990至4,890 人。

長灘表演藝術中心
- 露台劇院（英语：Terrace Theater）
- 貝弗莉·奧尼爾（英语：Beverly O'Neill）劇院

## 長灘會議中心
嚴重特殊傳染性肺炎加利福尼亞州疫情期間，會議中心被當作大規模疫苗接種點。在疫情後期，會議中心被當作流動兒童的緊急避難所。

## 長灘體育館
長灘體育館是園區中第一座竣工的建築。容量如下：冰球12,500人、籃球14,000人，音樂會10,500-14,500人，視座位安排而定。
體育場舉辦過各種娛樂、職業和大學體育賽事，其中最著名的是1984年夏季奧林匹克運動會排球比賽。
2028年夏季奧林匹克運動會手球比賽，將於此舉辦。

## 會議室
這裡設有兩間宴會廳：1900平方公尺（20,456 平方英尺）的大宴會廳（最多可容納2,100 人）和13,200平方英尺（1300 平方公尺）的Promenade宴會廳（最多可容納1,400人）和34間會議室，總面積為7,695 平方公尺（82,823 平方英尺） 。
There are two ballrooms: the 20,456 square foot (1900 m2) Grand Ballroom (seating up to 2,100) and the 13,200 square foot (1300 m2) Promenade Ballroom (seating up to 1,400) plus 34 meeting rooms totaling 82,823 square feet (7695 m2).
會議中心和劇院是1984年夏季奧林匹克運動會擊劍比賽的舉辦地點。
如果運動攀登成為2028年夏季奧運的比賽項目，該會議中心將再次成為奧運場館。

## 外部連結
维基共享资源上的相關多媒體資源：長灘會議娛樂中心
- 官方网站